# Hepidannus
Hepidannus (ou Herimannus, ou Hermannus) est un moine de l'abbaye de Saint-Gall qui a vécu au XIe siècle (actif dans les années 1070).
Il a écrit vers 1072 la seconde version de la Vie de sainte Guiborat (ou Viborade, en latin Wiborada), la première version conservée, datant des environs de l'an 1000, étant due à un autre moine de l'abbaye du nom d'Hartmann.
D'autre part, l'historien Melchior Goldast, dans son recueil Alamannicarum rerum scriptores aliquot vetusti (Francfort, 1606), lui a attribué des annales allant de l'an 709 à l'an 1044 qui se trouvent dans un codex de la bibliothèque de l'abbaye de Saint-Gall (n° 915). Cette attribution est reprise dans l'édition suivante due à François Duchesne (Historiæ Francorum scriptores, t. III, Paris, 1641). Elle est restée souvent jusqu'à nos jours dans l'usage (« les Annales d'Hepidannus »). Elle est arbitraire. Les Monumenta Germaniæ Historica intitulent ce texte Annales Sangallenses Majores (dicti Hepidanni). En fait, le codex n° 915 présente une première rédaction qui inclut ces annales jusqu'en 955 (donc datant sans doute de 956), puis des continuations ; huit feuillets ont été ajoutés à la fin pour poursuivre au-delà de l'an 1002, et la numérotation des années faite jusqu'en 1080, bien que le texte n'aille que jusqu'en 1044. C'est de toute évidence une œuvre collective. Le codex lui-même comporte le titre Chronica brevis, sans nom d'auteur.
Ces annales sont extrêmement succinctes entre 709 et 918, ne comportant que de brèves mentions d'événements pour certaines années seulement. Ensuite, le texte est plus étoffé.
Ces annales sont citées entre autres pour un phénomène astronomique mentionné pour l'année 1006 (1012 par erreur dans les éditions Goldast et Duchesne), et que relevait par exemple Alexandre de Humboldt dans son ouvrage Kosmos : 
« Nova stella apparuit insolitæ magnitudis, aspectu fulgurans, et oculos verberans, non sine terrore. Quæ mirum in modum aliquando contractior, aliquando diffusior, et jam exstinguebatur interdum. Visa est autem per tres menses in intimis finibus austri, ultra omnia signa quæ videntur in cælo. »
Cette indication est corroborée par les Annales Beneventani : (pour l'année 1006) « Clarissima stella effulsit, et siccitas magna per tres menses fuit ». Il s'agirait de la supernova SN 1006, également observée par le médecin et astronome égyptien Ali ibn Ridwan, signalée dans la Chronique de Bar Hebræus et aussi dans des documents astronomiques chinois et coréens.